# Мелік
Мелік (азерб. Məlik, вірм. Մելիք, груз. მელიქი) — східний, зокрема, вірменський дворянський титул та титул можновладного феодала, нащадка старовинної місцевої мусульманської та християнської знаті на території Вірменії й Азербайджану. Слово походить від арабського малик (араб. ملك) — «король». У вірменській дворянської традиції, титул «Мелік» відповідає титулу «князя» («ішхан»). 

## Історія титулу

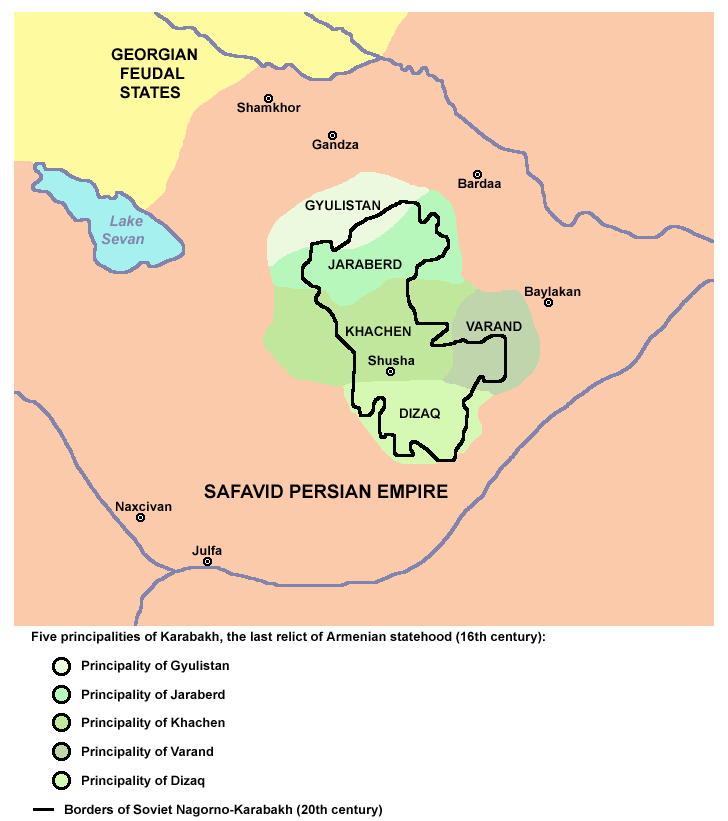
5 князівств Карабаху

У державі Сефевидів титул «Мелік» носили представники третього (з чотирьох) за рангом можновладного стану — володарі дрібних округів. Ця група феодалів складалася з нащадків давньої місцевої аристократії, що не належала до кочових племен, які були майже зовсім винищені в південному Азербайджані і в більшій частині кавказької Вірменії, де вони були замінені кизилбашською та курдською кочовою знаттю. Однак нащадки старовинних мелікських родів вціліли в окремих округах Карабаху, Сюніку та Ширвану. Можновладні вірменські меліки в державі Сефевідів існували лише в окрузі Лорі, в Карабаху в округах Джраберд, Гюлістан, Хачен, Варанді та Дізак (Хамсей-і Карабах), а також у Киштазі. Деякі меліки перебували у підпорядкуванні бейлербеїв, інші підпорядковувалися безпосередньо шаху. Мелікі, які підкорялися шаху, такі як володарі Лурестану та Хузестану, царі Кахеті та Картлі, називалися «валі». 
Вони, як і всі представники дворянського стану, були зобов'язані нести військову службу шаху. 

## Ділення
Існувало три різні групи меліків. Найголовнішими з них були вірменські меліки, що мали власні мелікства (Джраберд, Гюлістан, Хачен, Варанди та Дізак). Їхнє становище було таким самим, яке було даровано й напівнезалежним ханам. Вони були створені перськими шахами в обмін на виконувані послуги. З часом, через політичні потрясіння, меліки втратили свою автономність та потрапили під контроль ханів. Їх становище стало аналогічним положенню беків та Агаларів. 
Друга, нижча, група меліків, складалася з мусульман, які спочатку були вірменами, а потім прийняли іслам. Користувалися вони тими ж привілеями, що і беки. 
Третя група, складалася з сільських старійшин, яких іноді називали Мелік. 